# Бил Лорен
Бил Лорен (фр. Buhl-Lorraine) је насељено место у Француској у региону Лорена, у департману Мозел.
По подацима из 2011. године у општини је живело 1243 становника, а густина насељености је износила 110,98 становника/km².

## Демографија
| 1962. | 1968. | 1975. | 1982. | 1990. | 2011. |
| ----- | ----- | ----- | ----- | ----- | ----- |
| 615   | 652   | 768   | 786   | 817   | 1.243 |